# Duel judiciaire

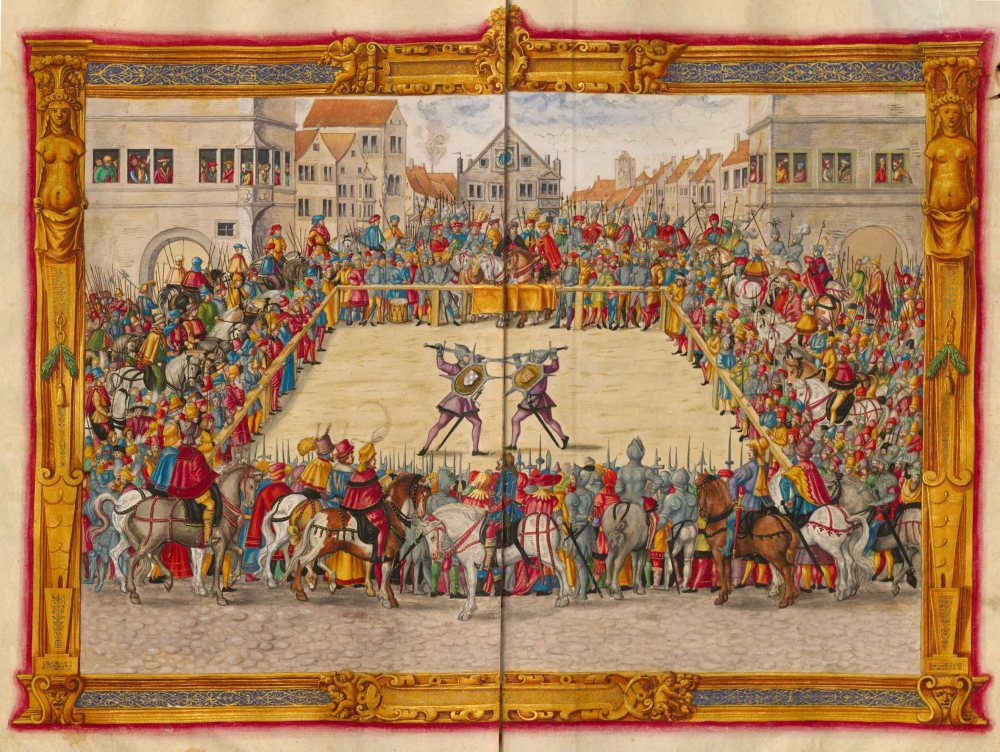
Représentation d'un combat judiciaire à Augsbourg, en 1409 (vers 1544).

Le duel judiciaire ou combat judiciaire (aussi appelé jugement par combat, jugement par les armes, procès par combat ou encore gage de bataille) est une procédure ordalique provenant du droit germanique permettant de statuer sur des accusations en l'absence de témoins ou d'aveux dans laquelle les deux parties en litige se battent en combat singulier (chacune pouvant être représentée par un champion) ; le vainqueur du combat est considéré comme étant celui désigné par Dieu pour être la personne bien-fondée des plaidants.
Cette méthode est restée en usage à travers tout le Moyen Âge européen, disparaissant progressivement au cours du XVIe siècle, précédant le duel d'honneur entre les XVIIe et XIXe siècles.

## Histoire

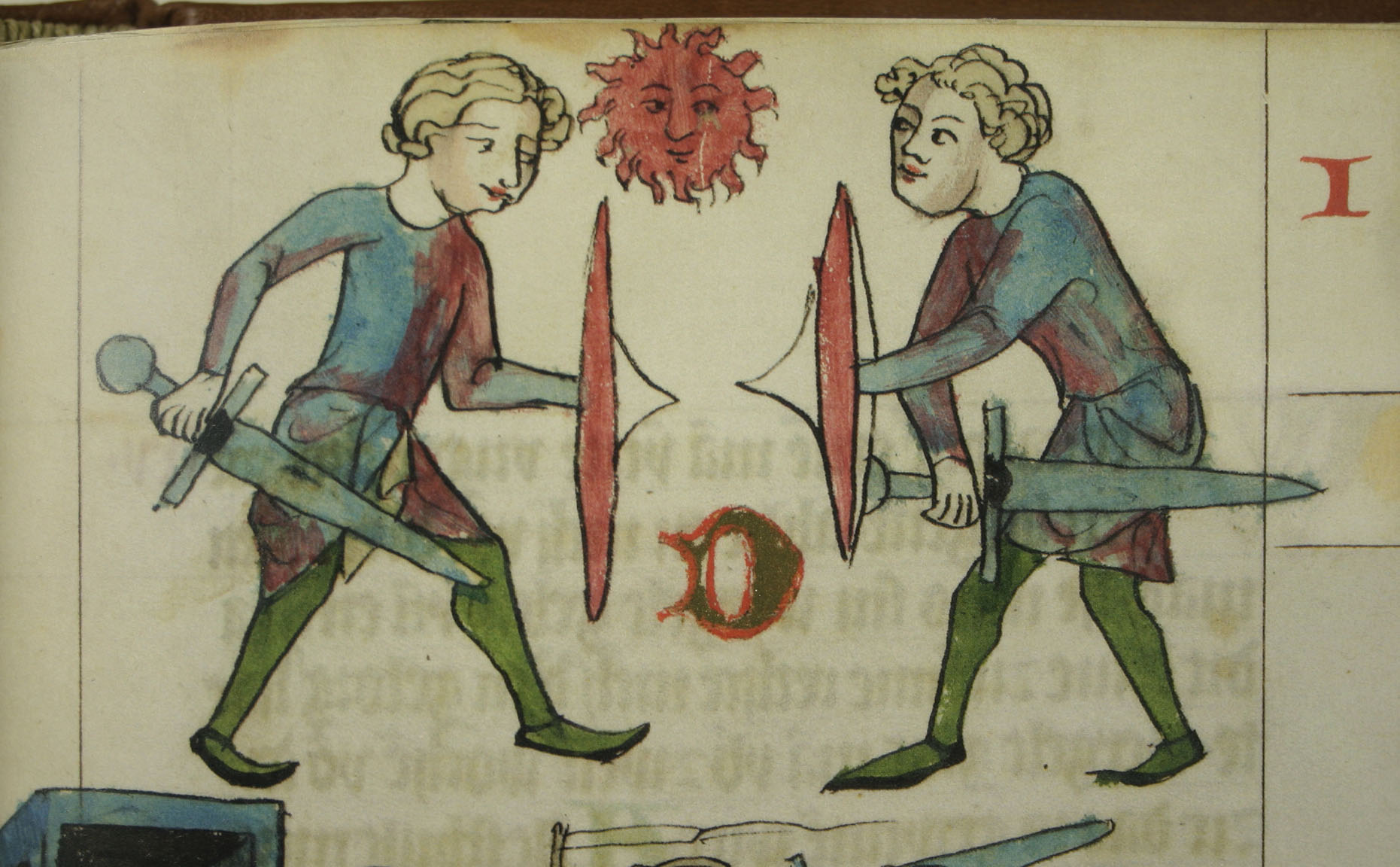
Duel judiciaire, illustration du Miroir des Saxons, XIIIe-XIVe s.

En Italie, le duel judiciaire est vraisemblablement introduit au VIe siècle par les Lombards. Paul Diacre raconte que la reine lombarde Gondeberge (morte vers 650), accusée d'adultère, n'avait été innocentée qu'après un duel victorieux que son champion avait soutenu contre son accusateur (« Cette Gondeberge fut accusée d'adultère et Carellus, serviteur du Roi, lui demanda la permission de se battre avec l'accusateur, pour soutenir la chasteté de la Reine. Carellus combattit en présence de tout le peuple, fut vainqueur et rendit par-là à la Reine toute sa dignité première. »).
Le duel judiciaire est admis dans la plupart des royaumes barbares intégrés au IXe siècle dans l'Empire carolingien mais certains, comme le royaume wisigoth d'Espagne, l'ignorent complètement. Les Lombards d'Italie l'admettent mais il semble avoir perdu de son prestige au VIIIe siècle ; il revient en honneur dans la noblesse après la conquête franque mais uniquement dans les anciennes principautés lombardes, les autres régions restant fidèles au droit romain qui l'exclut. Sous les Carolingiens, le duel judiciaire fait l'objet d'une vingtaine de mentions dans les Capitulaires ; il est également cité par cinq conciles, plusieurs vies de saints, chroniques et chansons de geste. C'est une pratique entièrement laïque : l'Église, qui assiste aux ordalies et parfois les ordonne, n'associe aucun rituel aux duels judiciaires ; certains évêques comme Agobard de Lyon et Atton de Verceil y sont clairement opposés même s'il arrive qu'un homme d'Église y soit partie prenante. Les armes habituelles sont le bouclier et le bâton, pour limiter l'effusion de sang, mais le vaincu condamné par ce « jugement de Dieu » peut être supplicié comme si sa culpabilité était démontrée. Il est possible de se faire représenter par un champion mais Otton Ier, en 967, réserve ce droit aux clercs, aux comtes et aux veuves. Il arrive que les adversaires recourent à la magie pour remporter le duel. 

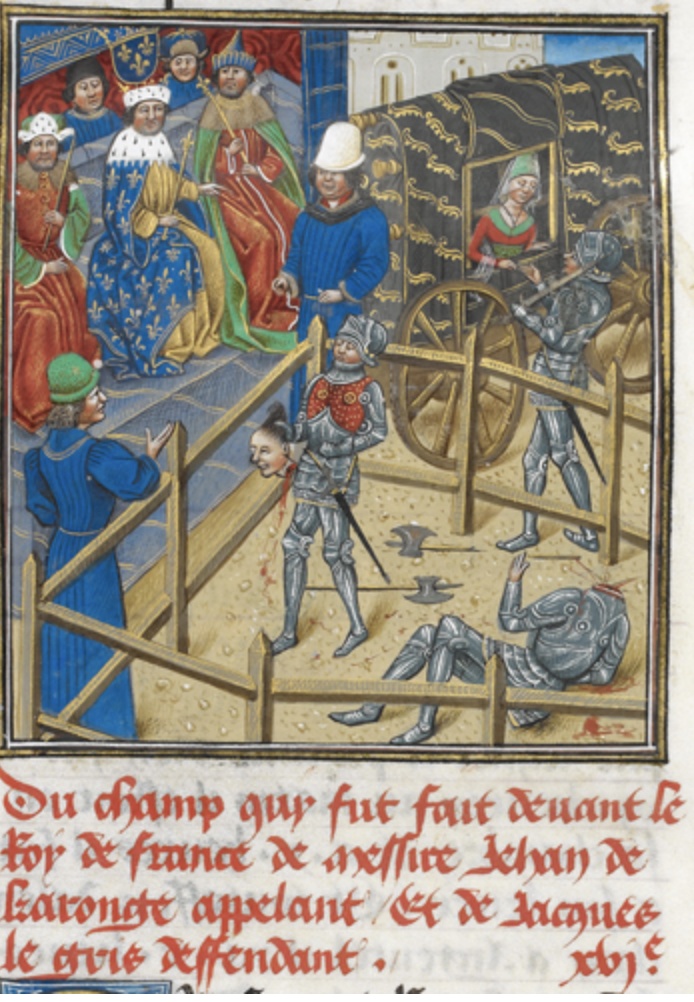
Duel entre Jacques le Gris et Jean de Carrouges.

En France, par une ordonnance, dite de 1260, Saint Louis interdit les gages de bataille dans le domaine royal. Ce texte est considéré comme le point de départ d'une nouvelle approche de la procédure judiciaire. Mais les nobles considèrent que la bataille est la seule preuve qui convienne à leur état et, en 1306, Philippe IV le Bel l'autorise à nouveau pour les crimes de sang qui ne peuvent être prouvés par témoins. L'un des tout derniers duels judiciaires autorisés a lieu fin décembre 1386, à Paris, ordonné par la chambre des seigneurs du parlement de Paris et approuvé par Charles VI. Il oppose Jean de Carrouges à Jacques le Gris, le premier accusant le dernier d'avoir violé sa femme alors qu'il était en voyage à l'étranger. Carrouges remporte le duel en tuant Le Gris,. Le dernier duel à être autorisé publiquement a lieu le 10 juillet 1547 au château de Saint-Germain-en-Laye : il oppose Guy Chabot de Jarnac à François de Vivonne, à la suite d'une demande de Jarnac au roi Henri II de pouvoir venger son honneur. Le duel est remporté par Jarnac après avoir blessé à l'épée Vivonne, qui finit par mourir de ses blessures,.